# Иргенхаузен
Иргенхаузен (нем. Irgenhausen) — населённый пункт в Швейцарии, в кантоне Цюрих. 
Входит в состав округа Пфеффикон. Находится в составе коммуны Пфеффикон.